# Yéréré
Yéréré è un comune rurale del Mali facente parte del circondario di Nioro du Sahel, nella regione di Kayes.
Il comune è composto da 10 nuclei abitati:
- Boulou Abeïdatt
- Boulou Rangabé
- Boulou Mourgoula
- Diébaly
- Djinthié
- Korokodio
- Kamané Kaarta
- Kouroukéré
- Nomo
- Yéréré